# 埃娃·扬科
埃娃·扬科（德語：Eva Janko，1945年1月24日—），旧姓埃格（Egger），奥地利女子田径运动员。她曾代表奥地利参加1968年、1972年和1976年夏季奥林匹克运动会田径比赛，其中1968年奥运会获得一枚铜牌。